# Fallout Shelter
Fallout Shelter ist ein für iOS, Android, Microsoft Windows, Xbox One, Nintendo Switch und PlayStation 4 verfügbares Videospiel im Fallout-Universum. Es wurde von Bethesda Game Studios und Behaviour Interactive als Werbemittel für Fallout 4 entwickelt und erstmals im Juni 2015 veröffentlicht.

## Spielablauf
Der Spieler übernimmt die Rolle eines Vault-Aufsehers, der die Bunkeranlage ausbauen und deren wachsende Bewohnerzahl managen muss. Dabei muss er versuchen, eine funktionierende Infrastruktur aufzubauen, Störungen und Angriffe auf die Bunkeranlage abzuwenden und Missionen im Ödland zu erfüllen. Die Bereitstellung von Energie ist für den Betrieb der Anlage notwendig, die Bewohner benötigen Nahrung und Wasser. 
Das Spiel baut außerdem auf dem für Fallout typischen S.P.E.C.I.A.L.-Charaktersystem auf, wonach für jede Spielfigur ein Zahlenwert für Stärke, Wahrnehmung, Ausdauer, Charisma, Intelligenz, Beweglichkeit und Glück (engl.: Strength, Perception, Endurance, Charisma, Intelligence, Agility, Luck = S.P.E.C.I.A.L.) existiert. Die Produktionsräume oder herzustellenden Objekte sind einem dieser Attribute zugeordnet, je höher der Wert dieses Attributs beim zugewiesenen Vault-Bewohner, desto schneller wird eine Aufgabe beendet bzw. desto schneller werden die entsprechenden Ressourcen produziert.
Der Spieler kann neben den Grundressourcen über entsprechende Räumlichkeiten Waffen, Rüstungen oder Heilmittel herstellen, die er seinen Bewohnern für die Bekämpfung von Gegnern oder Missionen im Ödland zur Verfügung stellen kann. Alle Bewohner und Räume können auf unterschiedliche Weise verbessert werden, teils durch bestimmte Objekte, den Einsatz der Spielwährung Kronkorken oder durch das Abwarten eines gewissen Zeitrahmens – meist mehrere Stunden bis Tage – nach Beauftragung. Mithilfe von Nuka Cola Quantum (eine aus dem Fallout-Universum bekannte Produktmarke) können Wartezeiten übersprungen werden. Nuka Cola Quantum kann als Belohnung für das Erreichen von Aufgabenzielen und die Durchführung von Missionen gewonnen oder gegen Zahlung von Echtgeld erworben werden.

## Produktion

### Veröffentlichung
Die App sollte anfangs nur als Werbung auf Mobilgeräten für Fallout 4 dienen und wurde deshalb als Free-to-play-App veröffentlicht. Am 14. Juni 2015 erschien Fallout Shelter zunächst für Apples mobiles Betriebssystem iOS. Die Android-Veröffentlichung erfolgte zeitgleich mit dem Update 1.1 am 13. August 2015. Aufgrund des großen Zuspruchs erschien in Verbindung mit dem Update 1.6 im Juli 2016 erstmals auch eine Version für PC, zunächst jedoch nur in Verbindung mit Bethesdas hauseigenem Vertriebs-Client Bethesda Launcher. Im Februar 2017 veröffentlichte der Publisher das Spiel als Teil des Programms Play Anywhere über den Windows Store (Windows 10) und das Xbox-Live-Netzwerk (Xbox One). Im März 2017 folgte schließlich auch eine Veröffentlichung über die Vertriebsplattform Steam.

### Versionsgeschichte
Inhaltlich wurde das Spiel über die Zeit mit zusätzlichen Inhalten erweitert. Mit Update 1.1 wurde der aus der Hauptreihe bekannte Roboter-Butler Mr. Handy eingeführt, der automatisiert Ressourcen einsammeln und zum Kronkorken sammeln ins Ödland geschickt werden kann. Als neue Gegner wurden Maulwurfsratten und Todeskrallen ins Spiel integriert. Seit Update 1.2 kann der Spieler einen Überlebens-Schwierigkeitsmodus wählen, in dem Ressourcen schneller verbraucht und verstorbene Vault-Bewohner nicht mehr wiederbelebt werden können. Dazu konnten Spielstände nun auch in der Cloud gespeichert und somit zwischen verschiedenen Geräten ausgetauscht oder nach einer Geräterücksetzung wiederhergestellt werden. Weitere kleinere Neuerungen waren die Einführung eines hin und wieder im Vault auftauchenden mysteriösen Fremden, dessen Entdeckung mit Kronkorken belohnt wird. Dem Spieler wurde außerdem nun eine Statistikseite mit verschiedenen Angaben wie der bisherigen Gesamtspielzeit oder durchschnittlichen Werten der Bunkerinsassen zur Verfügung gestellt. Allerdings wurde auch die Zahl der zeitgleich im Ödland aktiven Bewohner auf zehn reduziert. Diese Begrenzung wurde jedoch mit dem Update 1.2.1 wieder aufgehoben, gleichzeitig erhielt das Spiel eine zeitlich begrenzte optische Anpassung zum Halloween-Fest.
Tierbegleiter waren die Hauptneuerung des Updates 1.3, zusammen mit der Möglichkeit, missliebige Vault-Bewohner wieder aus der Bunkeranlage entfernen zu können. Daneben gab es Bedienungsanpassungen und eine größere Auswahl an Bewohnersprüchen. Update 1.4 führte ein Crafting-System ein, das dem Spieler ermöglichte, mit den neuen Schrott-Ressourcen Ausrüstungsgegenstände herzustellen. Dies erfolgte über die ebenfalls im Update enthaltenen neuen Werkstatt-Räumlichkeiten. Der Friseursalon gab darüber hinaus die Möglichkeit, seine Vault-Bewohner optisch zu verändern. Aus Fallout 4 wurden einige Outfits und Waffen übernommen und die Auswahl an tierischen Begleitern vergrößert, u. a. mit Papageien. Diese Möglichkeiten wurden im Update 1.5 nochmals erweitert, mit zusätzlichen Outfits und Friseursalon-Optionen, sowie der Möglichkeit, nicht benötigte Ausrüstungsgegenstände wieder in Schrott umzuwandeln und für die Herstellung anderer Gegenstände verwenden zu können. Für entsprechende iPhones (ab Baureihe 6s) wurde außerdem die Unterstützung von 3D Touch eingeführt.
Mit Update 1.6 erhielt das Spiel ein Questsystem, das es dem Spieler ermöglichte, seine Vault-Bewohner in Dreier-Teams auf Einsätze außerhalb des Vaults zu schicken und damit die bisherige Aufbausimulation um eine neue Komponente erweiterte. Für Ödland-Erkundungen wurden mit den Red-Rocket-Raststätten und den Super-Duper-Marts weitere aus Fallout 4 bekannte Elemente übernommen und die Gegnerauswahl um Ghule und RAD-Skorpione erweitert. Anlässlich der Veröffentlichung der letzten Fallout-4-Downloaderweiterung Nuka World, erhielt Fallout Shelter mit Update 1.7 eine Referenzmission mit den Nuka-World-Maskottchen Flaschi & Korki (engl.: Bottle & Cappy). Gleichzeitig wurden Event-Missionen eingeführt, etwa zu besonderen Festtagen, sowie eine Wochenmission und eine Tagesquest. Durch den Einsatz von Nuka Cola Quantum konnte ab sofort die Wartezeit bis zum Beginn einer Mission übersprungen werden. Um sich zusätzliche Belohnungen zu verdienen, wurden wechselnde Ziele für den Vault-Betrieb eingeführt.
Raumdesigns wurden mit Update 1.8 eingeführt und erlaubten die optische Umgestaltung einiger Räumlichkeiten, basierend auf dem Design bekannter Fraktionen des Fallout-Universums (Minutemen, Railroad, Stählerne Bruderschaft, das Institut). Entsprechende Designfragmente wurden als Belohnungen in Quests eingefügt, zur Umsetzung in der neu eingeführten Designwerkstatt des Vaults. Daneben wurden neue Missionen hinzugefügt. Die Höhle, ein aus Fallout 4 bekannter Schauplatz, wurde mit Update 1.9 als neues Missionsziel eingefügt, ebenso einige weitere Spezial- und Eventmissionen sowie temporäre Designs, hauptsächlich zum amerikanischen Thanksgiving-Fest.

## Rezeption
Am 17. September 2017 wurde bekanntgegeben, dass Fallout Shelter über 100 Millionen Downloads hat und 385.967.722 Spielstunden absolviert wurden.
| Liste der Awards und Nominierungen | Liste der Awards und Nominierungen | Liste der Awards und Nominierungen | Liste der Awards und Nominierungen |
| Award                              | Kategorie                          | Resultat                           | Quelle                             |
| ---------------------------------- | ---------------------------------- | ---------------------------------- | ---------------------------------- |
| 33rd Golden Joystick Awards        | Best Mobile Game                   | Gewonnen                           | [ 17 ]                             |
| The Game Awards 2015               | Best Mobile/Handheld Game          | Nominiert                          | [ 18 ]                             |
| 19th Annual D.I.C.E. Awards        | Mobile Game of the Year            | Gewonnen                           | [ 19 ]                             |